# Abenberg
Abenberg – miasto w Niemczech, w kraju związkowym Bawaria, w rejencji Środkowa Frankonia, w regionie Planungsregion Nürnberg, w powiecie Landkreis Roth.
Leży ok. 10 km na zachód od Roth, przy drodze B466.

## Podział administracyjny
Miasto składa się z następujących części:
| - Abenberg - Bechhofen - Beerbach - Dürrenmungenau - Ebersbach - Fischhaus - Kapsdorf | - Kleinabenberg - Louisenau - Obersteinbach ob Gmünd - Pflugsmühle - Pippenhof - Wassermungenau - Weihermühle |